# Jardim Colombo
O Jardim Colombo é um bairro da zona oeste da cidade de São Paulo, Brasil. Forma parte do distrito da cidade conhecido como Vila Sônia. É administrado pela Subprefeitura do Butantã. . Ao Norte do Bairro temos a Avenida Giovanni Gronchi, importante via de ligação com a região de Santo Amaro. 

## 
O bairro conta com 20 logradouros, segundo os Correios do Brasil.
A área fica próxima à avenida Professor Francisco Morato, que dá acesso à  Rodovia Régis Bittencourt e também fica perto do Cemitério Gethsêmani, o primeiro a seguir o padrão de cemitério-jardim no Brasil e que foi inaugurado em 1965..